# Baroh Langsa Lama
Baroh Langsa Lama is een bestuurslaag in het regentschap Langsa van de provincie Atjeh, Indonesië. Baroh Langsa Lama telt 3684 inwoners (volkstelling 2010).